# Aleksei Nikolaevici Tolstoi
Aleksei Nikolaevici Tolstoi (n. 29 decembrie 1882/10 ianuarie 1883, Nikolaevsk, gubernia Samara⁠(d), Imperiul Rus – d. 23 februarie 1945, Moscova, RSFS Rusă, URSS) a fost un scriitor rus care a abordat multe genuri, dar care s-a specializat în literatură SF și romane istorice.

## Biografie

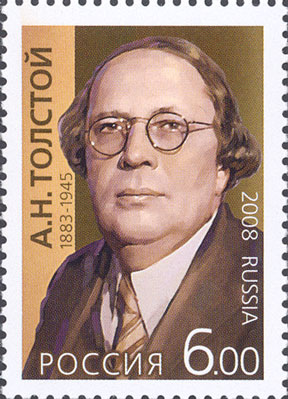
Aleksei Nicolaevici Tolstoi pe o marcă poștală rusă din 2008

S-a născut în Nicolaevsk (astăzi Pugaciov), Regiunea Saratov, în familia unuia dintre membrii sărăciți ai familiei conților Tolstoi. Tatăl lui, contele Nicolai Aleksandrovici Tolstoi, era un husar pensionat și proprietar de pământuri; mama sa, Aleksandra Leonievna Bostrom (născută Turghenieva, cunoscută și cu numele Aleksandra Tolstoi) era scriitoare de literatură pentru copii. 
Aleksei era al patrulea copil al familiei Tolstoi. Când mama sa era însărcinată cu viitorul scriitor, a fugit cu amantul ei, Aleksei Apollonovici Bostrom. Legea divorțului din acea epocă prevedea că "partea vinovată", Aleksandra, nu putea să se recăsătorească, încât unica posibilitate de a-și păstra copilul nenăscut era să-l declare fiul lui Aleksei Bostrom. Așa că, până la vârsta de 13 ani, Alexei a avut numele de familie Bostrom. În 1886, atât familia Tolstoi, cât și familia Bostrom au început luptele birocratice pentru înregistrarea oficială a lui Aleksei cu numele contele Tolstoi. Tânărul Aleksei a continuat să-l considere pe Bostrom a fi fost adevăratul său tată și și-a văzut tatăl real, Nikolai Tolstoi, și frații doar de câteva ori.

## Operă literară
În 1900, Nikolai Tolstoi a murit, lăsându-i moștenire lui Aleksei 30.000 de ruble și numele familiei. Mai târziu, scriitorul a avut o atitudine mai degrabă amuzantă fată de moștenirea lui Tolstoi. El a devenit cunoscut pentru faptul că și-a umplut pereții locuinței cu portrete înnegrite și pentru poveștile despre strămoșii săi spuse vizitatorilor care nu-l cunoscuseră până în acel moment. După un timp, A. N. Tolstoi a dezvăluit prietenilor că toate portretele fuseseră cumpărate de la un magazin de vechituri din apropiere și că poveștile despre viețile strămoșilor au fost inventate.
Primele schițe ale lui Tolstoi au fost atacate de Alexandr Blok și de alți critici pentru naturalismul excesiv, erotismul debordant și lipsa generală de gust, în maniera lui Mihail Arțîbașev. Unele povestiri pornografice, publicate în primii ani ai secolului al XX-lea și care erau atribuite lui Tolstoi, au fost recunoscute de către autorul prezumtiv ca aparținându-i, însă cei mai mulți critici au rămas sceptici în această privință.
Aleksei Tolstoi a părăsit Rusia în 1917, în timpul revoluției bolșevice, și a emigrat în Europa Occidentală. În 1923 a revenit în țară și a acceptat regimul sovietic, devenind unul dintre cei mai populari scriitori și susținător de nădejde al partidului comunist. A scris povestiri în care îl elogia pe Stalin. A colaborat cu Maxim Gorki la reportajul făcut în timpul călătoriei lor de-a lungul Canalului Marea Albă-Marea Baltică.
Tolstoi a publicat două romane foarte lungi, Petru Întâiul (1929-45), în care a încercat să facă o legătură între politica lui Petru cel Mare și cea a lui Stalin, și Calvarul (Drumul către Golgota) (1922-41), în care descria evenimente din perioada 1914 – 1919, inclusiv din războiul civil. Este autorul mai multor piese de teatru.
Aleksei Tolstoi este considerat ca fiind autorul unora dintre primele și cele mai bune povestiri științifico-fantastice în limba rusă. Romanele Aelita (1923) despre o călătorie spre Marte și Hiperboloidul inginerului Garin (1927) s-au bucurat de popularitate imensă, primul dintre ele fiind ecranizat în 1924. Mai multe filme făcute în Uniunea Sovietică se bazează pe romane scrise de Tolstoi.
Tolstoi a scris mai multe cărți pentru copii, prima fiind Copilăria lui Nikita, o descriere a primilor ani ai fiului său. În 1936 a scris o adaptare a faimoasei povești italiene Pinocchio, reintitulată Aventurile lui Buratino sau Cheia de Aur. Personajul principal al povestirii, Buratino, a devenit rapid foarte popular printre cetățenii sovietici de toate vârstele.